# Josep Maria Mallol i Guerra
Josep Maria Mallol i Guerra   (Barcelona, 7 de juny de 1952) és un ex-pilot de motociclisme català que destacà en competicions de resistència i pujades de muntanya (essent-ne un dels principals especialistes durant les dècades de 1970 i 1980) així com en curses de velocitat. Dins el seu palmarès hi destaquen 4 campionats estatals de resistència (1976, 1979, 1980 i 1981), tots ells aconseguits formant parella amb el també barceloní Alejandro Tejedo dins l'equip oficial Ducati Mototrans.
Mallol és recordat especialment per la seva victòria a les 24 Hores de Montjuïc de 1980, assolida al costat de Tejedo als comandaments d'una Ducati 900SS dins un equip de competició íntegrament català. Al mateix temps, és qui millors resultats va obtenir globalment en aquesta competició mentre era puntuable per al Campionat del Món de resistència (de 1980 a 1982), amb una victòria, una segona posició i una de novena.

## Resum biogràfic
Resident al barri de Pedralbes, la família Mallol estiuejava a Sant Cugat del Vallès i de jove en Josep Maria practicava amb la seva primera moto, una Bultaco Lobito 74cc groga, per la carretera del Tibidabo (on durant anys s'hi disputà la Pujada Sant Cugat-Tibidabo). Quan tingué prou edat es va comprar la seva primera moto competitiva, una OSSA 230 amb què el 1971 va disputar les seves primeres curses oficials, iniciant una reeixida carrera esportiva que durà fins al 1982.
Al començament de la seva etapa esportiva, Mallol compaginà les competicions amb els seus estudis, cursant enginyeria industrial fins que ho va deixar en entrar a treballar a una multinacional siderúrgica. Durant tota la seva carrera, Mallol va portar la mateixa decoració als seus cascs, invariablement blancs: una gran ema vermella cobrint tot el frontal (una decoració ideada per la seva germana petita).
Actualment és membre del Moto Club Impala de Barcelona (és propietari, entre altres antiguitats, d'una Montesa Impala) i assisteix sovint a trobades i competicions de motos clàssiques, on torna a pilotar la seva antiga Ducati 900SS.

## Trajectòria esportiva
Josep Maria Mallol debutà en competició com a pilot júnior amb l'OSSA 230 a la IX Pujada Sant Cugat-Tibidabo, el 20 de juny de 1971 (amb 18 anys acabats de fer) i aquell mateix any ja aconseguí algun èxit, com ara la segona posició final al Ral·li d'Hivern "Trofeu Santi Not".
El 1972 canvià l'OSSA per una Montesa i aconseguí resultats destacables, millorats el 1973 -el seu darrer any de júnior- tot aconseguint tres victòries (a Tarragona, Ulldecona i Montjuïc).
El 1974 pujà a la categoria sènior i seguí competint amb la Montesa en 250cc, tot i que disputà també la seva única cursa de 125cc (amb una Bultaco TSS) i alguna de 750cc (amb una Norton Kent). Aquell any aconseguí el seu primer podi al Campionat estatal de velocitat i el subcampionat al de resistència (aconseguit a la seva primera participació a les 24 Hores de Montjuïc, amb la Montesa 250cc). També guanyà la XV Pujada a Montserrat -establint-hi un nou rècord- i la XXVIII Pujada a la Rabassada, on pilotà les seves dues motos en sengles pujades, aconseguint el primer lloc absolut i nou rècord amb la Norton de 750cc i el tercer a 250cc amb la Montesa (i primer de les monocilíndriques).

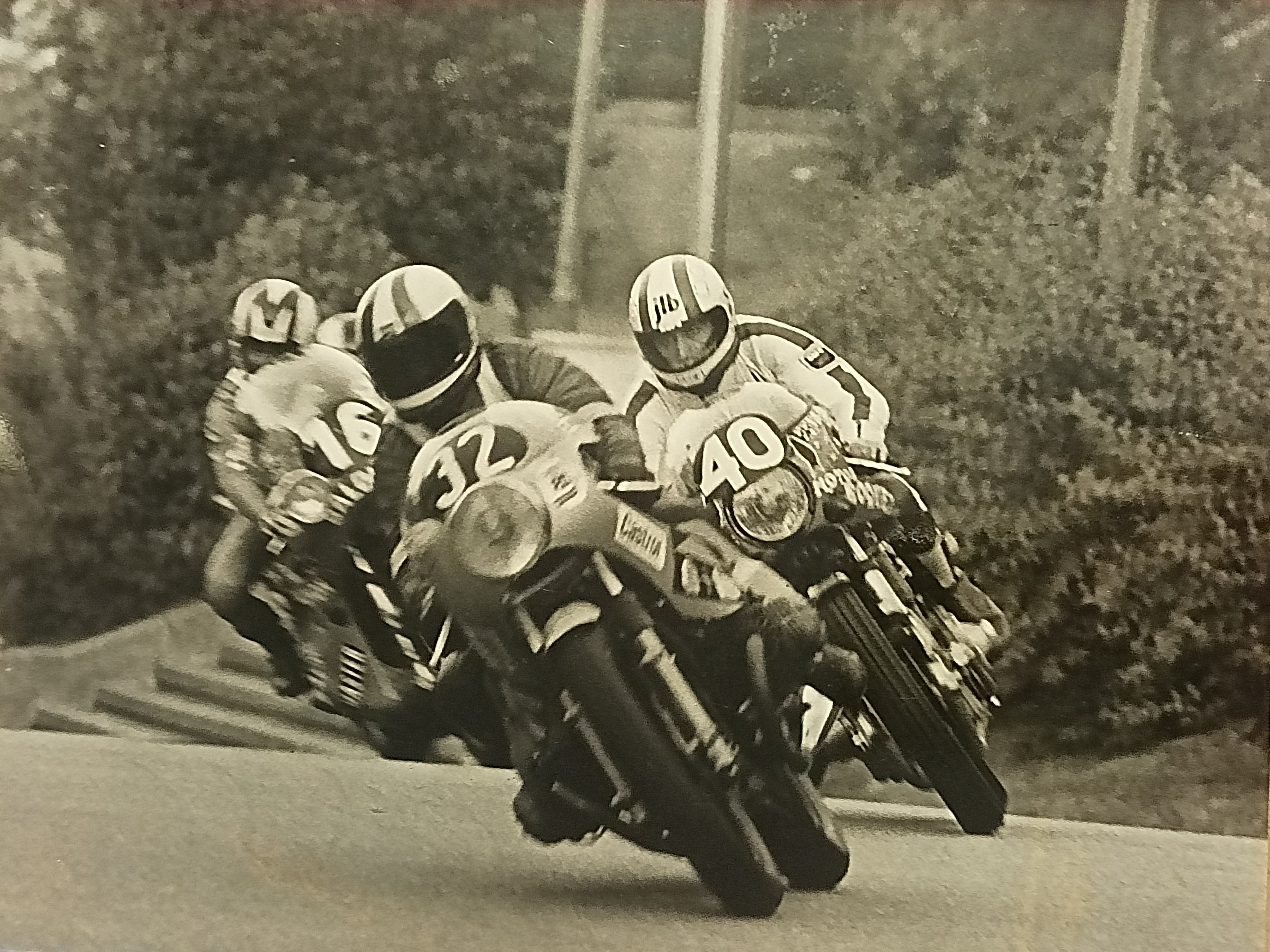
Mallol amb la Kawasaki 998 (16), darrere de Jordi-Lluís Boquet (40) a les 24 Hores de Montjuïc de

De cara a 1975, el cap de l'equip oficial de Ducati Mototrans, Ricard Fargas, el fitxà com a únic pilot oficial per a portar una de les tres Ducati Imola-750 de fàbrica. Al mateix temps, Mallol adquirí una Yamaha per als 250cc. Finalment, assolí la cinquena posició final al campionat de 250cc i la setena al de 750cc. A més a més, tornà a guanyar les Pujades a Montserrat (millorant el seu propi rècord) i a l'Arrabassada.
El 1976 no pogué seguir amb la Yamaha de 250cc per motius burocràtics i hagué d'esperar a mig campionat per a estrenar una Harley-Davidson italiana, fet que el relegà a la vuitena posició final del campionat amb només tres proves disputades. Als 750cc perdé el seu estatus de número u a Ducati a favor de Min Grau, tot i que continuà a l'equip com a semioficial però només disputà les dues primeres proves. Amb Ducati disputà també el Campionat d'Europa de resistència amb Alejandro Tejedo de company, aconseguint-hi com a millor resultat un tercer lloc absolut a Montjuïc, lloc que a li atorgà el seu primer títol estatal de resistència.
El 1977, Mallol canvià la Harley-Davidson per una Yamaha 350 ex-Víctor Palomo però diversos problemes tècnics i econòmics afectaren negativament la seva temporada. A les 24 Hores de Montjuïc hi participà amb una Kawasaki 998 amb què acabà en setzè lloc. El 1978, en canvi, disposà d'una Yamaha 250 TZ-77 de velocitat, patrocinada per l'Escuderia JJ, a banda de continuar amb Ducati a la resistència.
El 1979 protagonitzà una bona temporada a la resistència amb el seu company d'equip Tejedo, destacant la seva cinquena posició final a Montjuïc (segons catalans darrere de Grau-Cañellas), amb la qual cosa aconseguiren el campionat estatal de la disciplina.

### Els èxits de 1980
La temporada de 1980 fou la més reeixida de la seva carrera. Pel que fa a la velocitat, integrant la formació Brando JJ acabà en sisena posició final al campionat estatal i va aconseguir classificar-se per al Gran Premi d'Espanya per primera i única vegada en la seva carrera.
Fou a la resistència on protagonitzà l'actuació més destacada de tota la seva carrera: sense sortir com a favorits, la parella Mallol-Tejedo guanyà les 24 Hores de Montjuïc, celebrades el 5 i 6 de juliol, davant d'una forta competència dels equips oficials japonesos. Mallol i Tejedo completaren 757 voltes a 119,3 km/h de mitjana, superant l'Honda de Van de Wal i Struick per dues voltes. A més a més, malgrat no millorar el rècord de voltes de l'any anterior, sí que milloraren en tres el nombre de voltes que hi havia marcat la parella Grau-Cañellas en aquella edició. Pel que fa a l'aspecte econòmic, la victòria els suposà a Mallol i Tejedo un guany de 400.000 pts (uns 2.400 € al canvi), el premi en metàl·lic que s'enduia l'equip guanyador.
D'altra banda, aquest èxit, aconseguit per un equip català (Fargas, Mallol, Tejedo i el director tècnic Fèlix Ferrer) amb una moto que no era pas un prototipus, sinó un model antic -la 900SS "Desmo"- va fer que Ducati Itàlia, sorpresa pel ressò internacional aconseguit sense el seu suport, sol·licités la moto a Mototrans i en fes un complet estudi tècnic a la fàbrica. Mallol fou l'encarregat de portar la moto a Itàlia i de col·laborar amb l'equip tècnic de la central.
Al final de la temporada, Mallol i Tejedo foren proclamats un altre cop Campions d'Espanya de resistència.

### Darreres temporades en actiu
El 1981 assolí diversos podis al campionat estatal de velocitat, essent l'any en què més punts hi va aconseguir al final de temporada (43). Pel que fa a la resistència, juntament amb Tejedo fou vuitè a Montjuïc i a final d'any ambdós revalidaven el seu títol estatal de la disciplina.
El 1982, després de lesionar-se en una cursa al Jarama es va retirar definitivament de la velocitat. Continuà encara competint en resistència, tot i que ja sense el suport de Ducati hagué de córrer a Montjuïc amb una Honda, ja sense Tejedo de company, assolint-hi la segona posició. Finalment, acabà en quarta posició final al campionat estatal (el campió fou Alejandro Tejedo en solitari). Un cop acabat el campionat, tant ell com Tejedo es van retirar definitivament de la competició.

## Palmarès
Font:

### Campionat d'Espanya de Resistència
| Any  | Motocicleta | Parella          | Classificació  |
| ---- | ----------- | ---------------- | -------------- |
| 1974 | Montesa     | Xavier Barba     | 2n 250cc Sèrie |
| 1975 | ?           | ?                | ?              |
| 1976 | Ducati      | Alejandro Tejedo | 1r             |
| 1977 | Ducati      | Alejandro Tejedo | ?              |
| 1978 | Ducati      | Alejandro Tejedo | ?              |
| 1979 | Ducati      | Alejandro Tejedo | 1r             |
| 1980 | Ducati      | Alejandro Tejedo | 1r             |
| 1981 | Ducati      | Alejandro Tejedo | 1r             |
| 1982 | Ducati      | Alejandro Tejedo | 4t             |

### Campionat d'Espanya de Velocitat
| Any  | Motocicleta            | 250 cc | 750 cc |
| ---- | ---------------------- | ------ | ------ |
| 1971 | ?                      | ?      | -      |
| 1972 | ?                      | ?      | -      |
| 1973 | ?                      | ?      | -      |
| 1974 | Montesa/Norton         | 5è     | 6è     |
| 1975 | Yamaha/Ducati          | 5è     | 7è     |
| 1976 | Harley-Davidson/Ducati | 8è     | 18è    |
| 1977 | Yamaha/Ducati          | 18è    | 13è    |
| 1978 | Yamaha?                | 10è    | ?      |
| 1979 | Yamaha                 | 7è     | -      |
| 1980 | Yamaha                 | 6è     | -      |
| 1981 | Yamaha                 | 5è     | -      |
| 1982 | Yamaha                 | ?      | -      |

## Llista de podis
Tot seguit es llisten els podis assolits per Josep Maria Mallol al llarg de la seva carrera esportiva, classificats per modalitat:

### Ral·lis
- Segona posició final al Ral·li d'Hivern "Trofeu Santi Not" (1971)

### Pujades de muntanya
| Any  | Cursa                        | Categoria                  | Classificació | General |
| ---- | ---------------------------- | -------------------------- | ------------- | ------- |
| 1972 | X Pujada Sant Cugat-Tibidabo | Júnior 250cc               | 3r            | 9è      |
| 1972 | XXVI Pujada a la Rabassada   | Júnior 250cc               | 2n            | 9è      |
| 1973 | XV Pujada a Montserrat       | ?                          | ?             | 2n      |
| 1973 | X Pujada Sant Cugat-Tibidabo | Júnior 250cc               | 2n            | 6è      |
| 1973 | XXVII Pujada a la Rabassada  | Monocilíndriques catalanes | 2n            | 6è      |
| 1974 | XV Pujada a Montserrat       | 250cc                      | 1r            | 1r      |
| 1974 | XXVIII Pujada a la Rabassada | 750cc                      | 1r            | 1r      |
| 1974 | XXVIII Pujada a la Rabassada | 250cc                      | ?             | 3r      |
| 1975 | XVII Pujada a Montserrat     | 750cc                      | 1r            | 1r      |
| 1975 | XXIX Pujada a la Rabassada   | ?                          | 1r            | 1r      |

Notes
1. ↑  + Rècord absolut de la prova
2. ↑  + Rècord absolut de la prova
3. ↑  + Primera moto monocilíndrica
4. ↑  + Rècord absolut de la prova

### Resistència
| Any  | Cursa                        | Categoria      | Classificació            | General |
| ---- | ---------------------------- | -------------- | ------------------------ | ------- |
| 1974 | 24 Hores de Montjuïc         | 250cc Sèrie    | 2n                       | 18è     |
| 1976 | 24 Hores de Montjuïc         | Superior 250cc | 1r                       | 3r      |
| 1978 | I 6 Hores de Calafat         | -              | 1r                       | 1r      |
| 1979 | 24 Hores de Le Mans          | Siluetes       | 8è (1a moto no japonesa) | 15è     |
| 1979 | 6 Hores de Calafat           | -              | 1r                       | 1r      |
| 1979 | 24 Hores de Montjuïc         | -              | 5è                       | 2n      |
| 1980 | 12 Horas del Jarama          | TT1            | 1r                       | 1r      |
| 1980 | 24 Hores de Montjuïc         | -              | 1r                       | 1r      |
| 1981 | Motociclismo Series (Jarama) | F2             | 1r (1a mànega)           | 6è      |
| 1981 | 6 Hores de Calafat           | TT1            | 1r                       | 2n      |
| 1981 | 12 Horas del Jarama          | TT1            | 1r                       | 2n      |
| 1982 | 6 Hores de Calafat           | TT1            | 3r                       | 5è      |
| 1982 | 12 Horas del Jarama          | TT1            | 3r                       | 4t      |

Notes
1. ↑  Tret d'aquest podi, aconseguit amb Montesa i amb Xavier Barba de parella, tota la resta els aconseguí amb Ducati i amb Alejandro Tejedo
2. ↑  + Rècord

### Velocitat
| Any  | Cursa                                                             | Categoria    | Classificació                |
| ---- | ----------------------------------------------------------------- | ------------ | ---------------------------- |
| 1973 | XXIX Premio Internacional de Madrid                               | 250cc        | 3r en una mànega (4t global) |
| 1973 | XII Trofeu de Velocitat Festes de Sant Joan i Sant Pere (Vinaròs) | Júnior 250cc | 2n                           |
| 1973 | XVIII Premio motociclista de La Coruña                            | Júnior 250cc | 3r                           |
| 1973 | XV Trofeu Festes de Sant Magí (Tarragona)                         | Júnior 250cc | 1r                           |
| 1973 | I Trofeu Nra. Sra. de La Pietat (Ulldecona)                       | Júnior 250cc | 1r                           |
| 1973 | II Premio de Velocidad Ciudad de Cartagena                        | Júnior 250cc | 3r                           |
| 1973 | XVI Trofeo Internacional Ntra. Sra. de la Merced (Xerès)          | Júnior 250cc | 2n                           |
| 1973 | I Premi Internacional Banco Condal, Montjuïc                      | Júnior 250cc | 1r                           |
| 1973 | XXII Premio Internacional, Nra. Sra. del Pilar (Saragossa)        | Júnior 250cc | 3r                           |
| 1974 | XXX Premio Internacional de Madrid                                | 250cc        | 4t (1a monocilíndrica)       |
| 1974 | XVI Trofeo de Corpus (Cartagena)                                  | 250cc        | 3r                           |
| 1974 | II Trofeu de Velocitat del Maresme (Mataró)                       | 250cc        | 2n                           |
| 1974 | Trofeu de Sant Magí (Tarragona)                                   | 250cc        | 1r                           |
| 1974 | II Trofeu de Velocitat de Martorelles                             | 750cc        | 1r                           |
| 1974 | XVIII Premio Internacional Nra. Sra. de la Merced (Xerès)         | 250cc        | 5è (1a monocilíndrica)       |
| 1974 | XVIII Premio Internacional Nra. Sra. de la Merced (Xerès)         | 750cc        | 2n (1a 4T)                   |
| 1974 | XXIII Premio Internacional Fiestas del Pilar (Saragossa)          | ?            | 3r                           |
| 1975 | Trofeo Ciudad de La Línea (Cádiz)                                 | 750cc        | 2n                           |
| 1975 | Circuito Alcarreño (Guadalajara)                                  | 250cc        | 3r                           |
| 1975 | Trofeo San Froilán de Velocidad (Lugo)                            | 750cc        | 3r                           |
| 1975 | Xerès                                                             | 250cc        | 2n                           |
| 1975 | Xerès                                                             | 750cc        | 3r                           |
| 1976 | La Línea (Cadis)                                                  | 250cc        | 3r                           |
| 1976 | Circuito Alcarreño (Guadalajara)                                  | 250cc        | 2n                           |
| 1976 | Circuito Alcarreño (Guadalajara)                                  | 750cc        | -                            |
| 1977 | -                                                                 | -            | -                            |
| 1979 | -                                                                 | -            | -                            |
| 1980 | XI Trofeo de Otoño (Jarama)                                       | ?            | 2n                           |
| 1980 | Superprestigio Solo Moto (Calafat)                                | ?            | 3r català a la 1a mànega     |
| 1981 | VI Trofeu Badia dels Tarongers (Cullera)                          | ?            | 2n                           |

1. ↑  + Volta ràpida